# Вірменське кладовище (Ростов-на-Дону)
Вірменський цвинтар (рос. Армянское кладбище, офіційна назва — Пролетарський цвинтар рос. Пролетарское кладбище) — цвинтар в Ростові-на-Дону. Розташоване у Пролетарському районі Ростова-на-Дону.

## Історія

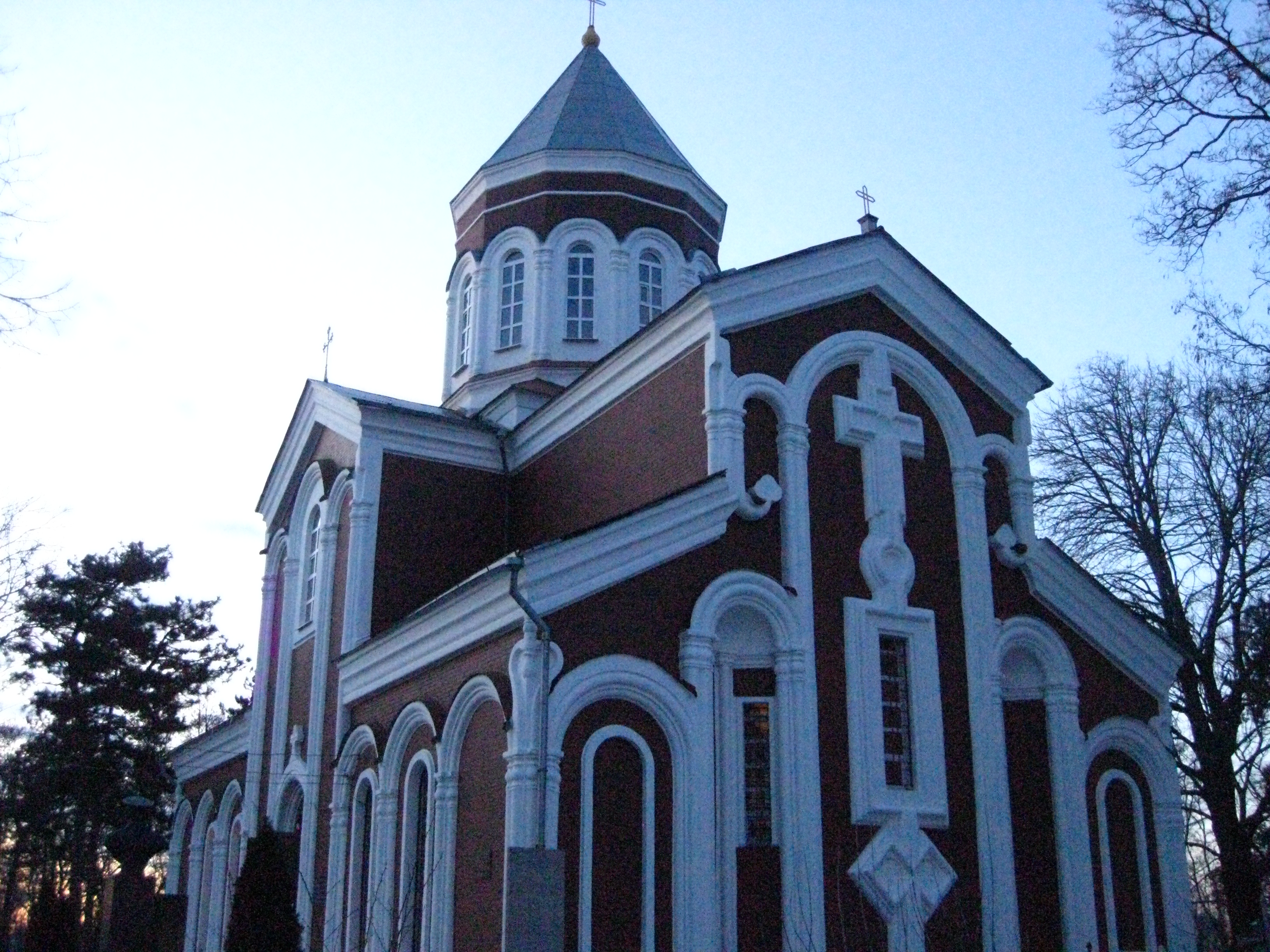
Церква Святого Карапета

Відкрито у 1749 році, спочатку називалося Вірменським, ця назва переважає досі. 
Площа кладовища становить приблизно 14 гектарів. Воно має регулярне планування; центральні алеї, прокладені від південних і західних його воріт, що ведуть до церкви Святого Карапета (Сурб-Карапет). Побудований у 1875 році, на сьогодні є єдиним збереженим у Ростові-на-Дону давньовірменським храмом. Біля церкви похована Акулина Погосівна Аладжалова — благодійниця, на її кошти побудований цей храм.
За багато років існування кладовище піддавалося нападам вандалів, за радянських часів через неналежний догляд перебувало у занедбаному стані. В наш час ведеться реставрація збережених пам'яток та впорядкування території.
На Вірменському кладовищі знаходяться братські могили воїнів, загиблих у роки Другої світової війни, та встановлено пам'ятник з написом «Слава героям, полеглим в боях за свободу і незалежність нашої Батьківщини 1941-1945».
Цікаво, що багато пам'ятників на Вірменському кладовищі виконані відомим італійським скульптором Сельвестром Антоніо Тонітто. Він жив у Ростові-на-Дону на вулиці Великій Садовій і був власником майстерні з виготовлення надгробних плит і пам'ятників.

## Відомі люди, поховані на кладовищі
- Аванесов Акім Карпович (1883—1966) — радянський художник.
- Готьян Федір Сергійович (1904—1958) — радянський літератор, поет, педагог і музикант.
- Бухман Петро Іванович (1872—1948) — засновник і перший директор Ростовського науково-дослідного онкологічного інституту.
- Лавров Костянтин Олександрович (1903—1962) — учений-медик, доктор медичних наук, професор, зав. кафедрою гістології Ростовського медичного інституту.
- Мішулін Василь Олександрович (1900—1967) — генерал-лейтенант танкових військ, Герой Радянського Союзу.
- Чалхуш'ян Григорій Христофорович (1861—1939) — російський юрист і громадський діяч.
- Чубаров Георгій Іванович (1864—1930) — один із засновників театрального мистецтва Нахічевані, меценат, незмінний голова «Товариства любителів драматичного мистецтва».
- Шапошников Ілля Галустович (1895—1953) — диригент і композитор.

На цвинтарі також похований протоієрей Іоан Домовський (1840—1930) — настоятель православного храму Олександра Невського в Нахічевані, шанується в народі як «святий».

## Діяльність
З 1998 року кладовище перейшло у статус діючого. На ньому здійснюють як традиційні поховання, так і поховання урн з прахом в родинні могили.
Час роботи: щодня з 09:00 до 19:00 з травня по вересень і з 09:00 до 18:00 з жовтня по квітень.